# Tournoi masculin de hockey sur gazon aux Jeux olympiques d'été de 2024
Cet article traite de l'épreuve masculine. Pour la compétition féminine, voir Tournoi féminin de hockey sur gazon aux Jeux olympiques d'été de 2024.
Navigation
Tokyo 2020 Los Angeles 2028
Le tournoi masculin de hockey sur gazon aux Jeux olympiques d'été de 2024 se tient à Colombes, en France, du 27 juillet au 8 août 2024 au Stade départemental Yves-du-Manoir, c'est la 25e édition de cet événement.
La Belgique, vainqueur de l'édition 2020, remettra son titre en jeu.

## Calendrier de la compétition
En phase de groupes, les matchs se jouent en 2 terrains.
| 27 | 28 | 29 | 30 | 31 | 1er | 2 | 3 | 4  | 5 | 6  | 7 | 8 | 9 |
| -- | -- | -- | -- | -- | --- | - | - | -- | - | -- | - | - | - |
| P  | P  | P  | P  | P  | P   | P |   | QF |   | DF |   | F |   |

|  | Jour de compétition |  | Jour de finale |

## Format de la compétition
Les douze équipes qualifiées sont réparties en deux poules de six équipes chacune. Au sein de chaque poule, toutes les équipes se rencontrent. Trois points sont attribués pour une victoire, un pour un match nul, et aucun pour une défaite. Les quatre premières équipes de chaque poule sont qualifiées pour les quarts de finale.

## Équipes qualifiées
La France est qualifiée directement en tant que pays organisateur. Les cinq équipes vainqueures des tournois continentaux sont également qualifiées. Pour les 6 dernières places, 2 tournois de qualification olympique pour que trois équipes dans chaque tournoi soit qualifiées.
| Événement                                        | Dates                         | Lieu            | Quotas | Qualifiés                                  |
| ------------------------------------------------ | ----------------------------- | --------------- | ------ | ------------------------------------------ |
| Pays hôte                                        | 13 septembre 2017             | Lima            | 1      | France                                     |
| Coupe d'Océanie 2023                             | 10 - 13 août 2023             | Whangarei       | 1      | Australie                                  |
| Championnat d'Europe 2023                        | 18 - 27 août 2023             | Mönchengladbach | 1      | Pays-Bas                                   |
| Jeux asiatiques 2022                             | 24 septembre - 6 octobre 2023 | Hangzhou        | 1      | Inde                                       |
| Jeux panaméricains 2023                          | 25 octobre - 3 novembre 2023  | Santiago        | 1      | Argentine                                  |
| Tournoi africain de qualification olympique 2023 | 29 octobre - 5 novembre 2023  | Pretoria        | 1      | Afrique du Sud                             |
| Tournoi de qualification olympique 2024          | 13 - 21 janvier 2024          | Valence         | 3      | Belgique Espagne Irlande                   |
| Tournoi de qualification olympique 2024          | 15 - 21 janvier 2024          | Mascate         | 3      | Grande-Bretagne Allemagne Nouvelle-Zélande |
| Total                                            | Total                         | Total           | 12     |                                            |

## Phase de groupes
Les groupes ont été annoncés le 22 janvier 2024.
Légende :
- Quarts de finale

### Groupe A
| Rang | Équipe          | Pts | J | G | N | P | Bp | Bc | Diff |
| ---- | --------------- | --- | - | - | - | - | -- | -- | ---- |
| 1    | Allemagne       | 12  | 5 | 4 | 0 | 1 | 16 | 6  | +10  |
| 2    | Pays-Bas        | 10  | 5 | 3 | 1 | 1 | 16 | 9  | +7   |
| 3    | Grande-Bretagne | 8   | 5 | 2 | 2 | 1 | 11 | 7  | +4   |
| 4    | Espagne         | 7   | 5 | 2 | 1 | 2 | 11 | 12 | -1   |
| 5    | Afrique du Sud  | 4   | 5 | 1 | 1 | 3 | 11 | 17 | -6   |
| 6    | France PO       | 1   | 5 | 0 | 1 | 4 | 8  | 22 | -14  |

| Match 1               | Grande-Bretagne                              | 4 - 0   | Espagne |                                                                       |                                                                       |
| 27 juillet 2024 10h00 | Park 13e · Furlong 16e, 48e · Shipperley 58e | (2 - 0) |         | Arbitrage : Steve Rogers Raghu Prasad Arbitre vidéo : Jonas van't Hek | Arbitrage : Steve Rogers Raghu Prasad Arbitre vidéo : Jonas van't Hek |
| 27 juillet 2024 10h00 | Rapport (FIH) Rapport (Paris 2024)           |         |         | Arbitrage : Steve Rogers Raghu Prasad Arbitre vidéo : Jonas van't Hek | Arbitrage : Steve Rogers Raghu Prasad Arbitre vidéo : Jonas van't Hek |

| Match 3               | Pays-Bas                                                         | 5 - 3   | Afrique du Sud                            |                                                                        |                                                                        |
| 27 juillet 2024 12h45 | Janssen 2e, 13e · de Geus 10e · Hoedemakers 16e · Telgenkamp 33e | (4 - 1) | 7e M. Cassiem · 34e Kok · 44e Guise-Brown | Arbitrage : David Tomlinson Lim Hong-Zhen Arbitre vidéo : Liu Xiaoying | Arbitrage : David Tomlinson Lim Hong-Zhen Arbitre vidéo : Liu Xiaoying |
| 27 juillet 2024 12h45 | Rapport (FIH) Rapport (Paris 2024)                               |         |                                           | Arbitrage : David Tomlinson Lim Hong-Zhen Arbitre vidéo : Liu Xiaoying | Arbitrage : David Tomlinson Lim Hong-Zhen Arbitre vidéo : Liu Xiaoying |

| Match 5               | France                             | 2 - 8   | Allemagne                                                                                     |                                                                            |                                                                            |
| 27 juillet 2024 17h00 | Masson 15e · Charlet 59e           | (1 - 5) | 1e, 44e Weigand · 7e Rühr · 19e Prinz · 21e M. Grambusch · 22e T. Grambusch · 33e, 49e Wellen | Arbitrage : Zeke Newman Gareth Greenfield Arbitre vidéo : Laurine Delforge | Arbitrage : Zeke Newman Gareth Greenfield Arbitre vidéo : Laurine Delforge |
| 27 juillet 2024 17h00 | Rapport (FIH) Rapport (Paris 2024) |         |                                                                                               | Arbitrage : Zeke Newman Gareth Greenfield Arbitre vidéo : Laurine Delforge | Arbitrage : Zeke Newman Gareth Greenfield Arbitre vidéo : Laurine Delforge |

| Match 7               | Allemagne                          | 0 - 2   | Espagne                   |                                                                          |                                                                          |
| 28 juillet 2024 17h00 |                                    | (0 - 0) | 32e Basterra · 52e Cunill | Arbitrage : Jonas van't Hek Martin Madden Arbitre vidéo : Coen van Bunge | Arbitrage : Jonas van't Hek Martin Madden Arbitre vidéo : Coen van Bunge |
| 28 juillet 2024 17h00 | Rapport (FIH) Rapport (Paris 2024) |         |                           | Arbitrage : Jonas van't Hek Martin Madden Arbitre vidéo : Coen van Bunge | Arbitrage : Jonas van't Hek Martin Madden Arbitre vidéo : Coen van Bunge |

| Match 9               | France                             | 0 - 4   | Pays-Bas                                              |                                                                             |                                                                             |
| 28 juillet 2024 19h45 |                                    | (0 - 2) | 7e Reyenga · 29e Bijen · 31e De Geus · 54e Telgenkamp | Arbitrage : Sean Rapaport Irene Presenqui Arbitre vidéo : Gareth Greenfield | Arbitrage : Sean Rapaport Irene Presenqui Arbitre vidéo : Gareth Greenfield |
| 28 juillet 2024 19h45 | Rapport (FIH) Rapport (Paris 2024) |         |                                                       | Arbitrage : Sean Rapaport Irene Presenqui Arbitre vidéo : Gareth Greenfield | Arbitrage : Sean Rapaport Irene Presenqui Arbitre vidéo : Gareth Greenfield |

| Match 10              | Afrique du Sud                     | 2 - 2   | Grande-Bretagne            |                                                                             |                                                                             |
| 28 juillet 2024 20h15 | Hobson 11e · Sherwood 53e          | (1 - 0) | 32e Roper · 59e Shipperley | Arbitrage : Marcin Grochal Laurine Delforge Arbitre vidéo : David Tomlinson | Arbitrage : Marcin Grochal Laurine Delforge Arbitre vidéo : David Tomlinson |
| 28 juillet 2024 20h15 | Rapport (FIH) Rapport (Paris 2024) |         |                            | Arbitrage : Marcin Grochal Laurine Delforge Arbitre vidéo : David Tomlinson | Arbitrage : Marcin Grochal Laurine Delforge Arbitre vidéo : David Tomlinson |

| Match 13              | France                             | 3 - 3   | Espagne                                    |                                                                           |                                                                           |
| 30 juillet 2024 10h00 | Clément 8e, 13e · Charlet 45e      | (2 - 1) | 28e Iglesias · 32e Vilallonga · 51e Cunill | Arbitrage : Lim Hong-Zhen Coen van Bunge Arbitre vidéo : Annelize Rostron | Arbitrage : Lim Hong-Zhen Coen van Bunge Arbitre vidéo : Annelize Rostron |
| 30 juillet 2024 10h00 | Rapport (FIH) Rapport (Paris 2024) |         |                                            | Arbitrage : Lim Hong-Zhen Coen van Bunge Arbitre vidéo : Annelize Rostron | Arbitrage : Lim Hong-Zhen Coen van Bunge Arbitre vidéo : Annelize Rostron |

| Match 14              | Afrique du Sud                     | 1 - 5   | Allemagne                                                   |                                                                      |                                                                      |
| 30 juillet 2024 10h30 | Guise-Brown 35e                    | (0 - 3) | 1e, 39e Peillat · 15e Rühr · 17e Weigand · 58e M. Grambusch | Arbitrage : Dan Barstow Raghu Prasad Arbitre vidéo : Aleisha Neumann | Arbitrage : Dan Barstow Raghu Prasad Arbitre vidéo : Aleisha Neumann |
| 30 juillet 2024 10h30 | Rapport (FIH) Rapport (Paris 2024) |         |                                                             | Arbitrage : Dan Barstow Raghu Prasad Arbitre vidéo : Aleisha Neumann | Arbitrage : Dan Barstow Raghu Prasad Arbitre vidéo : Aleisha Neumann |

| Match 15              | Grande-Bretagne                    | 2 - 2   | Pays-Bas                     |                                                                       |                                                                       |
| 30 juillet 2024 12h45 | Morton 55e, 59e                    | (0 - 0) | 44e Wortelboer · 52e Van Dam | Arbitrage : Gabriel Labate Ben Göntgen Arbitre vidéo : Ayanna McClean | Arbitrage : Gabriel Labate Ben Göntgen Arbitre vidéo : Ayanna McClean |
| 30 juillet 2024 12h45 | Rapport (FIH) Rapport (Paris 2024) |         |                              | Arbitrage : Gabriel Labate Ben Göntgen Arbitre vidéo : Ayanna McClean | Arbitrage : Gabriel Labate Ben Göntgen Arbitre vidéo : Ayanna McClean |

| Match 19              | Allemagne                          | 1 - 0   | Pays-Bas |                                                                        |                                                                        |
| 31 juillet 2024 17h30 | Wellen 3e                          | (1 - 0) |          | Arbitrage : Martin Madden David Tomlinson Arbitre vidéo : Steve Rogers | Arbitrage : Martin Madden David Tomlinson Arbitre vidéo : Steve Rogers |
| 31 juillet 2024 17h30 | Rapport (FIH) Rapport (Paris 2024) |         |          | Arbitrage : Martin Madden David Tomlinson Arbitre vidéo : Steve Rogers | Arbitrage : Martin Madden David Tomlinson Arbitre vidéo : Steve Rogers |

| Match 20              | Espagne                            | 3 - 0   | Afrique du Sud |                                                                           |                                                                           |
| 31 juillet 2024 19h45 | Reyné 23e, 53e · Basterra 37e      | (1 - 0) |                | Arbitrage : Gareth Greenfield Ben Göntgen Arbitre vidéo : Jonas van't Hek | Arbitrage : Gareth Greenfield Ben Göntgen Arbitre vidéo : Jonas van't Hek |
| 31 juillet 2024 19h45 | Rapport (FIH) Rapport (Paris 2024) |         |                | Arbitrage : Gareth Greenfield Ben Göntgen Arbitre vidéo : Jonas van't Hek | Arbitrage : Gareth Greenfield Ben Göntgen Arbitre vidéo : Jonas van't Hek |

| Match 23            | France                             | 1 - 2   | Grande-Bretagne          |                                                                             |                                                                             |
| 1er août 2024 12h45 | Clément 30e                        | (1 - 0) | 41e Wallace · 54e Albery | Arbitrage : Sean Rapaport David Tomlinson Arbitre vidéo : Gareth Greenfield | Arbitrage : Sean Rapaport David Tomlinson Arbitre vidéo : Gareth Greenfield |
| 1er août 2024 12h45 | Rapport (FIH) Rapport (Paris 2024) |         |                          | Arbitrage : Sean Rapaport David Tomlinson Arbitre vidéo : Gareth Greenfield | Arbitrage : Sean Rapaport David Tomlinson Arbitre vidéo : Gareth Greenfield |

| Match 25          | Pays-Bas                                                 | 5 - 3   | Espagne                                |                                                                        |                                                                        |
| 2 août 2024 10h30 | Janssen 19e, 53e · Hoedemakers 40e, 48e · Wortelboer 42e | (1 - 2) | 7e Basterra · 15e Reyné · 48e Miralles | Arbitrage : Dan Barstow Sean Rapaport Arbitre vidéo : Laurine Delforge | Arbitrage : Dan Barstow Sean Rapaport Arbitre vidéo : Laurine Delforge |
| 2 août 2024 10h30 | Rapport (FIH) Rapport (Paris 2024)                       |         |                                        | Arbitrage : Dan Barstow Sean Rapaport Arbitre vidéo : Laurine Delforge | Arbitrage : Dan Barstow Sean Rapaport Arbitre vidéo : Laurine Delforge |

| Match 29          | France                             | 2 - 5   | Afrique du Sud                                                    |                                                                      |                                                                      |
| 2 août 2024 19h45 | Clément 16e · Charlet 25e          | (2 - 2) | 2e Guise-Brown · 23e Horne · 56e M. Cassiem · 57e, 60e D. Cassiem | Arbitrage : Lim Hong-Zhen Marcin Grochal Arbitre vidéo : Dan Barstow | Arbitrage : Lim Hong-Zhen Marcin Grochal Arbitre vidéo : Dan Barstow |
| 2 août 2024 19h45 | Rapport (FIH) Rapport (Paris 2024) |         |                                                                   | Arbitrage : Lim Hong-Zhen Marcin Grochal Arbitre vidéo : Dan Barstow | Arbitrage : Lim Hong-Zhen Marcin Grochal Arbitre vidéo : Dan Barstow |

| Match 30          | Grande-Bretagne                    | 1 - 2   | Allemagne     |                                                                              |                                                                              |
| 2 août 2024 20h15 | Furlong 49e                        | (0 - 2) | 19e, 25e Rühr | Arbitrage : Coen van Bunge Gareth Greenfield Arbitre vidéo : David Tomlinson | Arbitrage : Coen van Bunge Gareth Greenfield Arbitre vidéo : David Tomlinson |
| 2 août 2024 20h15 | Rapport (FIH) Rapport (Paris 2024) |         |               | Arbitrage : Coen van Bunge Gareth Greenfield Arbitre vidéo : David Tomlinson | Arbitrage : Coen van Bunge Gareth Greenfield Arbitre vidéo : David Tomlinson |

### Groupe B
| Rang | Équipe           | Pts | J | G | N | P | Bp | Bc | Diff |
| ---- | ---------------- | --- | - | - | - | - | -- | -- | ---- |
| 1    | Belgique T       | 13  | 5 | 4 | 1 | 0 | 15 | 7  | +8   |
| 2    | Inde             | 10  | 5 | 3 | 1 | 1 | 10 | 7  | +3   |
| 3    | Australie        | 9   | 5 | 3 | 0 | 2 | 12 | 10 | +2   |
| 4    | Argentine        | 8   | 5 | 2 | 2 | 1 | 9  | 6  | +3   |
| 5    | Irlande          | 3   | 5 | 1 | 0 | 4 | 4  | 10 | -6   |
| 6    | Nouvelle-Zélande | 0   | 5 | 0 | 0 | 5 | 4  | 14 | -10  |

| Match 2               | Belgique                           | 2 - 0   | Irlande |                                                                       |                                                                       |
| 27 juillet 2024 10h30 | Boon 25e · Hendrickx 49e           | (1 - 0) |         | Arbitrage : Sean Rapaport Gabriel Labate Arbitre vidéo : Sarah Wilson | Arbitrage : Sean Rapaport Gabriel Labate Arbitre vidéo : Sarah Wilson |
| 27 juillet 2024 10h30 | Rapport (FIH) Rapport (Paris 2024) |         |         | Arbitrage : Sean Rapaport Gabriel Labate Arbitre vidéo : Sarah Wilson | Arbitrage : Sean Rapaport Gabriel Labate Arbitre vidéo : Sarah Wilson |

| Match 4               | Australie                          | 1 - 0   | Argentine |                                                                    |                                                                    |
| 27 juillet 2024 13h15 | Govers 30+e                        | (1 - 0) |           | Arbitrage : Coen van Bunge Ben Göntgen Arbitre vidéo : Dan Barstow | Arbitrage : Coen van Bunge Ben Göntgen Arbitre vidéo : Dan Barstow |
| 27 juillet 2024 13h15 | Rapport (FIH) Rapport (Paris 2024) |         |           | Arbitrage : Coen van Bunge Ben Göntgen Arbitre vidéo : Dan Barstow | Arbitrage : Coen van Bunge Ben Göntgen Arbitre vidéo : Dan Barstow |

| Match 6               | Inde                                      | 3 - 2   | Nouvelle-Zélande    |                                                                          |                                                                          |
| 27 juillet 2024 17h30 | Mandeep 24e · Vivek 34e · Harmanpreet 59e | (1 - 1) | 8e Lane · 53e Child | Arbitrage : Marcin Grochal Martin Madden Arbitre vidéo : Hannah Harrison | Arbitrage : Marcin Grochal Martin Madden Arbitre vidéo : Hannah Harrison |
| 27 juillet 2024 17h30 | Rapport (FIH) Rapport (Paris 2024)        |         |                     | Arbitrage : Marcin Grochal Martin Madden Arbitre vidéo : Hannah Harrison | Arbitrage : Marcin Grochal Martin Madden Arbitre vidéo : Hannah Harrison |

| Match 8               | Belgique                           | 2 - 1   | Nouvelle-Zélande |                                                                  |                                                                  |
| 28 juillet 2024 17h30 | Hendrickx 8e · Van Aubel 44e       | (1 - 0) | 43e Lane         | Arbitrage : Steve Rogers Dan Barstow Arbitre vidéo : Ben Göntgen | Arbitrage : Steve Rogers Dan Barstow Arbitre vidéo : Ben Göntgen |
| 28 juillet 2024 17h30 | Rapport (FIH) Rapport (Paris 2024) |         |                  | Arbitrage : Steve Rogers Dan Barstow Arbitre vidéo : Ben Göntgen | Arbitrage : Steve Rogers Dan Barstow Arbitre vidéo : Ben Göntgen |

| Match 11              | Irlande                            | 1 - 2   | Australie             |                                                                        |                                                                        |
| 29 juillet 2024 10h00 | Cole 25e                           | (1 - 2) | 9e Weyer · 30e Govers | Arbitrage : Sarah Wilson Jonas van't Hek Arbitre vidéo : Lim Hong-Zhen | Arbitrage : Sarah Wilson Jonas van't Hek Arbitre vidéo : Lim Hong-Zhen |
| 29 juillet 2024 10h00 | Rapport (FIH) Rapport (Paris 2024) |         |                       | Arbitrage : Sarah Wilson Jonas van't Hek Arbitre vidéo : Lim Hong-Zhen | Arbitrage : Sarah Wilson Jonas van't Hek Arbitre vidéo : Lim Hong-Zhen |

| Match 12              | Inde                               | 1 - 1   | Argentine    |                                                                    |                                                                    |
| 29 juillet 2024 12h45 | Harmanpreet 59e                    | (0 - 1) | 22e Martínez | Arbitrage : Dan Barstow Zeke Newman Arbitre vidéo : Marcin Grochal | Arbitrage : Dan Barstow Zeke Newman Arbitre vidéo : Marcin Grochal |
| 29 juillet 2024 12h45 | Rapport (FIH) Rapport (Paris 2024) |         |              | Arbitrage : Dan Barstow Zeke Newman Arbitre vidéo : Marcin Grochal | Arbitrage : Dan Barstow Zeke Newman Arbitre vidéo : Marcin Grochal |

| Match 16              | Irlande                            | 0 - 2   | Inde                 |                                                                      |                                                                      |
| 30 juillet 2024 13h15 |                                    | (0 - 2) | 11e, 19e Harmanpreet | Arbitrage : Steve Rogers David Tomlinson Arbitre vidéo : Zeke Newman | Arbitrage : Steve Rogers David Tomlinson Arbitre vidéo : Zeke Newman |
| 30 juillet 2024 13h15 | Rapport (FIH) Rapport (Paris 2024) |         |                      | Arbitrage : Steve Rogers David Tomlinson Arbitre vidéo : Zeke Newman | Arbitrage : Steve Rogers David Tomlinson Arbitre vidéo : Zeke Newman |

| Match 17              | Argentine                          | 2 - 0   | Nouvelle-Zélande |                                                                          |                                                                          |
| 30 juillet 2024 17h00 | Domene 24e · Martínez 60e          | (1 - 0) |                  | Arbitrage : Jonas van't Hek Sean Rapaport Arbitre vidéo : Coen van Bunge | Arbitrage : Jonas van't Hek Sean Rapaport Arbitre vidéo : Coen van Bunge |
| 30 juillet 2024 17h00 | Rapport (FIH) Rapport (Paris 2024) |         |                  | Arbitrage : Jonas van't Hek Sean Rapaport Arbitre vidéo : Coen van Bunge | Arbitrage : Jonas van't Hek Sean Rapaport Arbitre vidéo : Coen van Bunge |

| Match 18              | Australie                          | 2 - 6   | Belgique                                                     |                                                                            |                                                                            |
| 30 juillet 2024 19h45 | Sharp 29e · Govers 44e             | (1 - 3) | 7e Hendrickx · 15e, 30e, 57e Boon · 35e Van Aubel · 38e Kina | Arbitrage : Marcin Grochal Gareth Greenfield Arbitre vidéo : Martin Madden | Arbitrage : Marcin Grochal Gareth Greenfield Arbitre vidéo : Martin Madden |
| 30 juillet 2024 19h45 | Rapport (FIH) Rapport (Paris 2024) |         |                                                              | Arbitrage : Marcin Grochal Gareth Greenfield Arbitre vidéo : Martin Madden | Arbitrage : Marcin Grochal Gareth Greenfield Arbitre vidéo : Martin Madden |

| Match 21            | Inde                               | 1 - 2   | Belgique                     |                                                                     |                                                                     |
| 1er août 2024 10h00 | Abhishek 18e                       | (1 - 0) | 33e Stockbroekx · 44e Dohmen | Arbitrage : Coen van Bunge Zeke Newman Arbitre vidéo : Alison Keogh | Arbitrage : Coen van Bunge Zeke Newman Arbitre vidéo : Alison Keogh |
| 1er août 2024 10h00 | Rapport (FIH) Rapport (Paris 2024) |         |                              | Arbitrage : Coen van Bunge Zeke Newman Arbitre vidéo : Alison Keogh | Arbitrage : Coen van Bunge Zeke Newman Arbitre vidéo : Alison Keogh |

| Match 22            | Nouvelle-Zélande                   | 0 - 5   | Australie                                        |                                                                          |                                                                          |
| 1er août 2024 10h30 |                                    | (0 - 2) | 22e Wickham · 25e, 52e, 57e Govers · 42e Willott | Arbitrage : Lim Hong-Zhen Gabriel Labate Arbitre vidéo : Jonas van't Hek | Arbitrage : Lim Hong-Zhen Gabriel Labate Arbitre vidéo : Jonas van't Hek |
| 1er août 2024 10h30 | Rapport (FIH) Rapport (Paris 2024) |         |                                                  | Arbitrage : Lim Hong-Zhen Gabriel Labate Arbitre vidéo : Jonas van't Hek | Arbitrage : Lim Hong-Zhen Gabriel Labate Arbitre vidéo : Jonas van't Hek |

| Match 24            | Argentine                          | 2 - 1   | Irlande  |                                                                     |                                                                     |
| 1er août 2024 13h15 | Domene 17e · Casella 28e           | (2 - 1) | 27e Cole | Arbitrage : Raghu Prasad Marcin Grochal Arbitre vidéo : Dan Barstow | Arbitrage : Raghu Prasad Marcin Grochal Arbitre vidéo : Dan Barstow |
| 1er août 2024 13h15 | Rapport (FIH) Rapport (Paris 2024) |         |          | Arbitrage : Raghu Prasad Marcin Grochal Arbitre vidéo : Dan Barstow | Arbitrage : Raghu Prasad Marcin Grochal Arbitre vidéo : Dan Barstow |

| Match 26          | Australie                          | 2 - 3   | Inde                                |                                                                         |                                                                         |
| 2 août 2024 13h15 | Craig 25e · Govers 55e             | (1 - 2) | 12e Abhishek · 13e, 32e Harmanpreet | Arbitrage : Jonas van't Hek Gabriel Labate Arbitre vidéo : Wanri Venter | Arbitrage : Jonas van't Hek Gabriel Labate Arbitre vidéo : Wanri Venter |
| 2 août 2024 13h15 | Rapport (FIH) Rapport (Paris 2024) |         |                                     | Arbitrage : Jonas van't Hek Gabriel Labate Arbitre vidéo : Wanri Venter | Arbitrage : Jonas van't Hek Gabriel Labate Arbitre vidéo : Wanri Venter |

| Match 27          | Nouvelle-Zélande                   | 1 - 2   | Irlande                 |                                                                   |                                                                   |
| 2 août 2024 17h00 | J. Morrison 5e                     | (1 - 1) | 13e Walker · 31e Duncan | Arbitrage : Ben Göntgen Zeke Newman Arbitre vidéo : Sean Rapaport | Arbitrage : Ben Göntgen Zeke Newman Arbitre vidéo : Sean Rapaport |
| 2 août 2024 17h00 | Rapport (FIH) Rapport (Paris 2024) |         |                         | Arbitrage : Ben Göntgen Zeke Newman Arbitre vidéo : Sean Rapaport | Arbitrage : Ben Göntgen Zeke Newman Arbitre vidéo : Sean Rapaport |

| Match 28          | Belgique                                        | 3 - 3   | Argentine                         |                                                                        |                                                                        |
| 2 août 2024 17h30 | De Kerpel 34e · Hendrickx 52e · Stockbroekx 60e | (0 - 1) | 5e Casella · 45e Domene · 53e Rey | Arbitrage : Steve Rogers Martin Madden Arbitre vidéo : Jonas van't Hek | Arbitrage : Steve Rogers Martin Madden Arbitre vidéo : Jonas van't Hek |
| 2 août 2024 17h30 | Rapport (FIH) Rapport (Paris 2024)              |         |                                   | Arbitrage : Steve Rogers Martin Madden Arbitre vidéo : Jonas van't Hek | Arbitrage : Steve Rogers Martin Madden Arbitre vidéo : Jonas van't Hek |

## Phase à élimination directe

### Tableau
|  | Quarts de finale | Quarts de finale | Quarts de finale | Quarts de finale |          |           | Demi-finales | Demi-finales | Demi-finales                  | Demi-finales                  |                               |                               | Finale      | Finale      | Finale      | Finale      |
|  |                  |                  |                  |                  |          |           |              |              |                               |                               |                               |                               |             |             |             |             |
|  | 4 août 2024      | 4 août 2024      | 4 août 2024      | 4 août 2024      |          |           | 6 août 2024  | 6 août 2024  | 6 août 2024                   | 6 août 2024                   |                               |                               | 8 août 2024 | 8 août 2024 | 8 août 2024 | 8 août 2024 |
|  | 4 août 2024      | 4 août 2024      | 4 août 2024      | 4 août 2024      |          |           | 6 août 2024  | 6 août 2024  | 6 août 2024                   | 6 août 2024                   |                               |                               | 8 août 2024 | 8 août 2024 | 8 août 2024 | 8 août 2024 |
|  | A1               | Allemagne        | 3                | 3                |          |           | 6 août 2024  | 6 août 2024  | 6 août 2024                   | 6 août 2024                   |                               |                               | 8 août 2024 | 8 août 2024 | 8 août 2024 | 8 août 2024 |
|  | A1               | Allemagne        | 3                | 3                |          |           | 6 août 2024  | 6 août 2024  | 6 août 2024                   | 6 août 2024                   |                               |                               | 8 août 2024 | 8 août 2024 | 8 août 2024 | 8 août 2024 |
|  | B4               | Argentine        | 2                | 2                |          |           | 6 août 2024  | 6 août 2024  | 6 août 2024                   | 6 août 2024                   |                               |                               | 8 août 2024 | 8 août 2024 | 8 août 2024 | 8 août 2024 |
|  | B4               | Argentine        | 2                | 2                | A1       | Allemagne | 3            | 3            |                               |                               |                               |                               | 8 août 2024 | 8 août 2024 | 8 août 2024 | 8 août 2024 |
|  | 4 août 2024      |                  |                  |                  | A1       | Allemagne | 3            | 3            |                               |                               |                               |                               | 8 août 2024 | 8 août 2024 | 8 août 2024 | 8 août 2024 |
|  |                  |                  | B2               | Inde             | 2        | 2         |              |              |                               |                               |                               |                               | 8 août 2024 | 8 août 2024 | 8 août 2024 | 8 août 2024 |
|  | B2               | Inde             | B2               | Inde             | 2        | 2         | 1 (4)tab     | 1 (4)tab     |                               |                               |                               |                               | 8 août 2024 | 8 août 2024 | 8 août 2024 | 8 août 2024 |
|  | B2               | Inde             | 6 août 2024      |                  |          |           | 1 (4)tab     | 1 (4)tab     |                               |                               |                               |                               | 8 août 2024 | 8 août 2024 | 8 août 2024 | 8 août 2024 |
|  | A3               | Grande-Bretagne  | 1 (2)            | 1 (2)            |          |           |              |              |                               |                               |                               |                               | 8 août 2024 | 8 août 2024 | 8 août 2024 | 8 août 2024 |
|  | A3               | Grande-Bretagne  | 1 (2)            | 1 (2)            | A1       | Allemagne | 1 (1)        | 1 (1)        |                               |                               |                               |                               |             |             |             |             |
|  | 4 août 2024      |                  |                  |                  | A1       | Allemagne | 1 (1)        | 1 (1)        |                               |                               |                               |                               |             |             |             |             |
|  |                  |                  | A2               | Pays-Bas         | 1 (3)tab | 1 (3)tab  |              |              |                               |                               |                               |                               |             |             |             |             |
|  | B1               | Belgique         | A2               | Pays-Bas         | 1 (3)tab | 1 (3)tab  | 2            | 2            |                               |                               |                               |                               |             |             |             |             |
|  | B1               | Belgique         |                  |                  |          |           |              |              |                               |                               |                               |                               |             |             |             |             |
|  | A4               | Espagne          | 3                | 3                |          |           |              |              |                               |                               |                               |                               |             |             |             |             |
|  | A4               | Espagne          | 3                | 3                | A4       | Espagne   | 0            | 0            | Match pour la troisième place | Match pour la troisième place | Match pour la troisième place | Match pour la troisième place |             |             |             |             |
|  | 4 août 2024      |                  |                  |                  | A4       | Espagne   | 0            | 0            | Match pour la troisième place | Match pour la troisième place | Match pour la troisième place | Match pour la troisième place |             |             |             |             |
|  |                  |                  | A2               | Pays-Bas         | 4        | 4         |              |              | 8 août 2024                   | 8 août 2024                   | 8 août 2024                   | 8 août 2024                   |             |             |             |             |
|  | A2               | Pays-Bas         | A2               | Pays-Bas         | 4        | 4         | 2            | 2            | 8 août 2024                   | 8 août 2024                   | 8 août 2024                   | 8 août 2024                   |             |             |             |             |
|  | A2               | Pays-Bas         |                  |                  |          |           |              | 2            |                               |                               | B2                            | Inde                          | 2           | 2           |             |             |
|  | B3               | Australie        | 0                | 0                |          |           |              |              |                               |                               | B2                            | Inde                          | 2           | 2           |             |             |
|  | B3               | Australie        | 0                | 0                | A4       | Espagne   | 1            | 1            |                               |                               |                               |                               |             |             |             |             |
|  |                  |                  |                  |                  |          |           |              |              |                               |                               |                               |                               |             |             |             |             |

### Quarts de finale
| Match 32          | Inde                                      | 1 - 1             | Grande-Bretagne                       |                                                                    |                                                                    |
| 4 août 2024 10h00 | Harmanpreet 22e                           | (1 - 1)           | 27e Morton                            | Arbitrage : Sean Rapaport Steve Rogers Arbitre vidéo : Ben Göntgen | Arbitrage : Sean Rapaport Steve Rogers Arbitre vidéo : Ben Göntgen |
| 4 août 2024 10h00 | Rapport (FIH) Rapport (Paris 2024)        |                   |                                       | Arbitrage : Sean Rapaport Steve Rogers Arbitre vidéo : Ben Göntgen | Arbitrage : Sean Rapaport Steve Rogers Arbitre vidéo : Ben Göntgen |
| 4 août 2024 10h00 | Harmanpreet · Sukhjeet · Lalit · Rajkumar | Tirs au but 4 - 2 | Albery · Wallace · Williamson · Roper | Arbitrage : Sean Rapaport Steve Rogers Arbitre vidéo : Ben Göntgen | Arbitrage : Sean Rapaport Steve Rogers Arbitre vidéo : Ben Göntgen |

| Match 34          | Belgique                           | 2 - 3   | Espagne                                 |                                                                           |                                                                           |
| 4 août 2024 12h30 | De Sloover 41e · Hendrickx 58e     | (0 - 0) | 40e Basterra · 55e Reyné · 57e Miralles | Arbitrage : Gabriel Labate Jonas van't Hek Arbitre vidéo : Coen van Bunge | Arbitrage : Gabriel Labate Jonas van't Hek Arbitre vidéo : Coen van Bunge |
| 4 août 2024 12h30 | Rapport (FIH) Rapport (Paris 2024) |         |                                         | Arbitrage : Gabriel Labate Jonas van't Hek Arbitre vidéo : Coen van Bunge | Arbitrage : Gabriel Labate Jonas van't Hek Arbitre vidéo : Coen van Bunge |

| Match 33          | Pays-Bas                           | 2 - 0   | Australie |                                                                         |                                                                         |
| 4 août 2024 17h30 | Telgenkamp 35e · Van Dam 52e       | (0 - 0) |           | Arbitrage : Dan Barstow Gareth Greenfield Arbitre vidéo : Sean Rapaport | Arbitrage : Dan Barstow Gareth Greenfield Arbitre vidéo : Sean Rapaport |
| 4 août 2024 17h30 | Rapport (FIH) Rapport (Paris 2024) |         |           | Arbitrage : Dan Barstow Gareth Greenfield Arbitre vidéo : Sean Rapaport | Arbitrage : Dan Barstow Gareth Greenfield Arbitre vidéo : Sean Rapaport |

| Match 31          | Allemagne                               | 3 - 2   | Argentine                  |                                                                         |                                                                         |
| 4 août 2024 20h00 | Hinrichs 9e · Peillat 24e · Weigand 54e | (2 - 1) | 11e Casella · 48e Mazzilli | Arbitrage : Zeke Newman David Tomlinson Arbitre vidéo : Jonas van't Hek | Arbitrage : Zeke Newman David Tomlinson Arbitre vidéo : Jonas van't Hek |
| 4 août 2024 20h00 | Rapport (FIH) Rapport (Paris 2024)      |         |                            | Arbitrage : Zeke Newman David Tomlinson Arbitre vidéo : Jonas van't Hek | Arbitrage : Zeke Newman David Tomlinson Arbitre vidéo : Jonas van't Hek |

### Demi-finales
| Match 36          | Pays-Bas                                                  | 4 - 0   | Espagne |                                                                       |                                                                       |
| 6 août 2024 14h00 | Janssen 12e · Brinkman 20e · Van Dam 32e · Telgenkamp 50e | (2 - 0) |         | Arbitrage : Ben Göntgen Martin Madden Arbitre vidéo : David Tomlinson | Arbitrage : Ben Göntgen Martin Madden Arbitre vidéo : David Tomlinson |
| 6 août 2024 14h00 | Rapport (FIH) Rapport (Paris 2024)                        |         |         | Arbitrage : Ben Göntgen Martin Madden Arbitre vidéo : David Tomlinson | Arbitrage : Ben Göntgen Martin Madden Arbitre vidéo : David Tomlinson |

| Match 35          | Allemagne                            | 3 - 2   | Inde                          |                                                                          |                                                                          |
| 6 août 2024 19h00 | Peillat 18e · Rühr 27e · Miltkau 54e | (2 - 1) | 7e Harmanpreet · 36e Sukhjeet | Arbitrage : Coen van Bunge Gareth Greenfield Arbitre vidéo : Dan Barstow | Arbitrage : Coen van Bunge Gareth Greenfield Arbitre vidéo : Dan Barstow |
| 6 août 2024 19h00 | Rapport (FIH) Rapport (Paris 2024)   |         |                               | Arbitrage : Coen van Bunge Gareth Greenfield Arbitre vidéo : Dan Barstow | Arbitrage : Coen van Bunge Gareth Greenfield Arbitre vidéo : Dan Barstow |

### Match pour la médaille de bronze
| Match 37          | Inde                               | 2 - 1   | Espagne      |                                                                       |                                                                       |
| 8 août 2024 14h00 | Harmanpreet 30e, 33e               | (1 - 1) | 18e Miralles | Arbitrage : Coen van Bunge Ben Göntgen Arbitre vidéo : Davd Tomlinson | Arbitrage : Coen van Bunge Ben Göntgen Arbitre vidéo : Davd Tomlinson |
| 8 août 2024 14h00 | Rapport (FIH) Rapport (Paris 2024) |         |              | Arbitrage : Coen van Bunge Ben Göntgen Arbitre vidéo : Davd Tomlinson | Arbitrage : Coen van Bunge Ben Göntgen Arbitre vidéo : Davd Tomlinson |

### Match pour la médaille d'or
| Match 38          | Allemagne                            | 1 - 1             | Pays-Bas                                           |                                                                    |                                                                    |
| 8 août 2024 19h00 | Prinz 50e                            | (0 - 0)           | 46e Brinkman                                       | Arbitrage : Martin Madden Steve Rogers Arbitre vidéo : Dan Barstow | Arbitrage : Martin Madden Steve Rogers Arbitre vidéo : Dan Barstow |
| 8 août 2024 19h00 | Rapport (FIH) Rapport (Paris 2024)   |                   |                                                    | Arbitrage : Martin Madden Steve Rogers Arbitre vidéo : Dan Barstow | Arbitrage : Martin Madden Steve Rogers Arbitre vidéo : Dan Barstow |
| 8 août 2024 19h00 | Wellen · H. Müller · Prinz · Weigand | Tirs au but 1 - 3 | De Geus · De Mol · Brinkman · van Dam · Telgenkamp | Arbitrage : Martin Madden Steve Rogers Arbitre vidéo : Dan Barstow | Arbitrage : Martin Madden Steve Rogers Arbitre vidéo : Dan Barstow |

## Classement final
| Rang                         | Groupe | Équipe           | J | V | N | D | BP | BC | Diff | Pts | Classement mondial FIH | Classement mondial FIH | Classement mondial FIH |
| Rang                         | Groupe | Équipe           | J | V | N | D | BP | BC | Diff | Pts | Avant                  | Après                  | +/-                    |
| ---------------------------- | ------ | ---------------- | - | - | - | - | -- | -- | ---- | --- | ---------------------- | ---------------------- | ---------------------- |
| 1                            | A      | Pays-Bas         | 8 | 5 | 2 | 1 | 23 | 10 | +13  | 17  | 1                      | 1                      | 0                      |
| 2                            | A      | Allemagne        | 8 | 6 | 1 | 1 | 23 | 11 | +12  | 19  | 5                      | 2                      | +3                     |
| 3                            | B      | Inde             | 8 | 4 | 2 | 2 | 15 | 12 | +3   | 14  | 7                      | 5                      | +2                     |
| 4                            | A      | Espagne          | 8 | 3 | 1 | 4 | 15 | 20 | -5   | 10  | 8                      | 8                      | 0                      |
| Éliminés en quarts de finale |        |                  |   |   |   |   |    |    |      |     |                        |                        |                        |
| 5                            | B      | Belgique T       | 6 | 4 | 1 | 1 | 17 | 10 | +7   | 13  | 3                      | 4                      | -1                     |
| 6                            | B      | Australie        | 6 | 3 | 0 | 3 | 12 | 12 | 0    | 9   | 4                      | 6                      | -2                     |
| 7                            | A      | Grande-Bretagne  | 6 | 2 | 3 | 1 | 12 | 8  | +4   | 9   | 2                      | 3                      | -1                     |
| 8                            | B      | Argentine        | 6 | 2 | 2 | 2 | 11 | 9  | +2   | 8   | 6                      | 7                      | -1                     |
| Éliminés en phase de groupes |        |                  |   |   |   |   |    |    |      |     |                        |                        |                        |
| 9                            | A      | Afrique du Sud   | 5 | 1 | 1 | 3 | 11 | 17 | -6   | 4   | 13                     | 11                     | +2                     |
| 10                           | B      | Irlande          | 5 | 1 | 0 | 4 | 4  | 10 | -6   | 3   | 11                     | 9                      | +2                     |
| 11                           | A      | France H         | 5 | 0 | 1 | 4 | 8  | 22 | -14  | 1   | 9                      | 10                     | -1                     |
| 12                           | B      | Nouvelle-Zélande | 5 | 0 | 0 | 5 | 4  | 14 | -10  | 0   | 10                     | 12                     | -2                     |